# Sintayehu Sallallich
Sintayehu Sallallich (in ebraico סינטאיהו סלליך‎?; Kwara, 20 giugno 1991) è un calciatore israeliano, centrocampista dell'Hapoel Kfar Saba.

## Carriera

### Club
Sallallich ha iniziato la carriera con la maglia del Maccabi Haifa, per cui ha esordito nella Ligat ha'Al il 15 maggio 2010, subentrando a Lior Refaelov in occasione del pareggio per 1-1 sul campo del Bnei Yehuda. Nel 2011, è passato in prestito allo Hapoel Akko, per poi trasferirsi all'Ironi Kiryat Shmona un anno più tardi, con la medesima formula.

### Nazionale
Sallallich è stato convocato nella nazionale israeliana Under-21 dal commissario tecnico Guy Luzon, in vista del campionato europeo di categoria 2013.

## Palmarès

### Club

#### Competizioni nazionali
- Campionato sloveno: 2

Maribor: 2014-2015, 2016-2017
- Coppa di Slovenia: 1

Maribor: 2015-2016